# Birgitta Trotzig
Birgitta Trotzig (n. 11 septembrie 1929 — Göteborg, d. 14 mai 2011) a fost o scriitoare și critic literar din Suedia. Din 20 decembrie 1993 a fost membră a Academiei Suedeze.

## Viața
Birgitta Trotzig, născută Kjellén în Göteborg, a fost fiica lectorului universitar Oscar Kjellén și a soției sale, doamna Astri. A studiat istoria literaturii și istoria artei la Universitatea din Göteborg. După absolvire în anul 1948 se căsătorește cu artistul Ulf Trotzig. În 1951 debutează sub numele de Birgitta Trotzig cu colecția de nuvele Ur de älskandes liv. Patru ani mai târziu se convertește la catolicism. A fost colaboratoare la revista literară Bonniers Litterära Magasin și ziarul Aftonbladet. Trotzig a trăit între 1955 și 1972 la Paris și a fost șefă la Samfundet De Nio din 1967 până în 1993. În 1993, după decesul lui Per Olof Sundman, a fost aleasă în Academia Suedeză.

## Opere
| - Ur de älskandes liv, 1951 - Bilder, 1954 - De utsatta, 1957 - Ett landskap, 1959 - En berättelse från kusten, 1961 - Utkast och förslag, 1962 - Levande och döda, 1964 - Sveket, 1966 - Ordgränser, 1968 - Teresa, 1969 - Sjukdomen, 1972 | - I kejsarens tid, 1975 - Berättelser, 1977 - Anima, 1982 - Dykungens dotter, 1985 - Porträtt, 1993 - Per Olof Sundman, 1993 - Sammanhang, 1996 - Tal på Övralid 6 juli 1997, 1998 - Dubbelheten, 1998 - Gösta Oswald, 2000 |

## Premii și distincții
| - Premiul pentru literatură al ziarului Svenska Dagbladet, 1957 - Premiul pentru literatură al ziarului Aftonbladet, 1961 - Marele premiu De Nios stora, 1963 - Gustaf–Fröding-Stipendium, 1966 - Litteraturfrämjandets stora romanpris, 1967 - Premiul Sixten–Heyman, 1968 - Premiul Litteraturfrämjandets stora, 1970 - Premiul Dobloug, 1970 - Premiul Aniara, 1981 | - Premiul Selma Lagerlöf, 1984 - Premiul Pilot, 1985 - Premiul Gerard Bonnier, 1988 - Premiul Kellgren, 1991 - Premiul Övralid, 1997 - Premiul Ivar Lo–Johanssons, 2000 - Litteris et Artibus, 2004 - Sveriges Radios Lyrikpris, 2007 |